# Киртыгортъюган
Киртыгортъюган (устар. Киртыгорт-Юган) — река в России, протекает в Надымском районе Ямало-Ненецкого АО. Берёт начало в малом безымянном озере. Впадает на 212 км с правого берега в реку Хейгияха на высоте 40,2 метра нум. Длина реки составляет 64 км.
- В 32 км от устья, по левому берегу реки впадает река Салабояха.
- В 40,1 км от устья, по левому берегу реки впадает река Падыяха.

## Данные водного реестра
По данным государственного водного реестра России относится к Нижнеобскому бассейновому округу, водохозяйственный участок реки — Надым. Речной бассейн реки — Надым.
Код объекта в государственном водном реестре — 15030000112115300050521.